# Plešnice (železniční zastávka)
Plešnice jsou železniční zastávka v okrese Plzeň-sever, v severozápadní části obce Plešnice okrese Plzeň-sever v Plzeňském kraji nedaleko přehrady Hracholusky na řece Mži. Leží na trati Plzeň–Cheb. Trať procházející zastávkou je elektrizovaná (25 kV, 50 Hz AC). Nedaleko stanice se nachází turistická trasa na hrad Buben.

## Historie

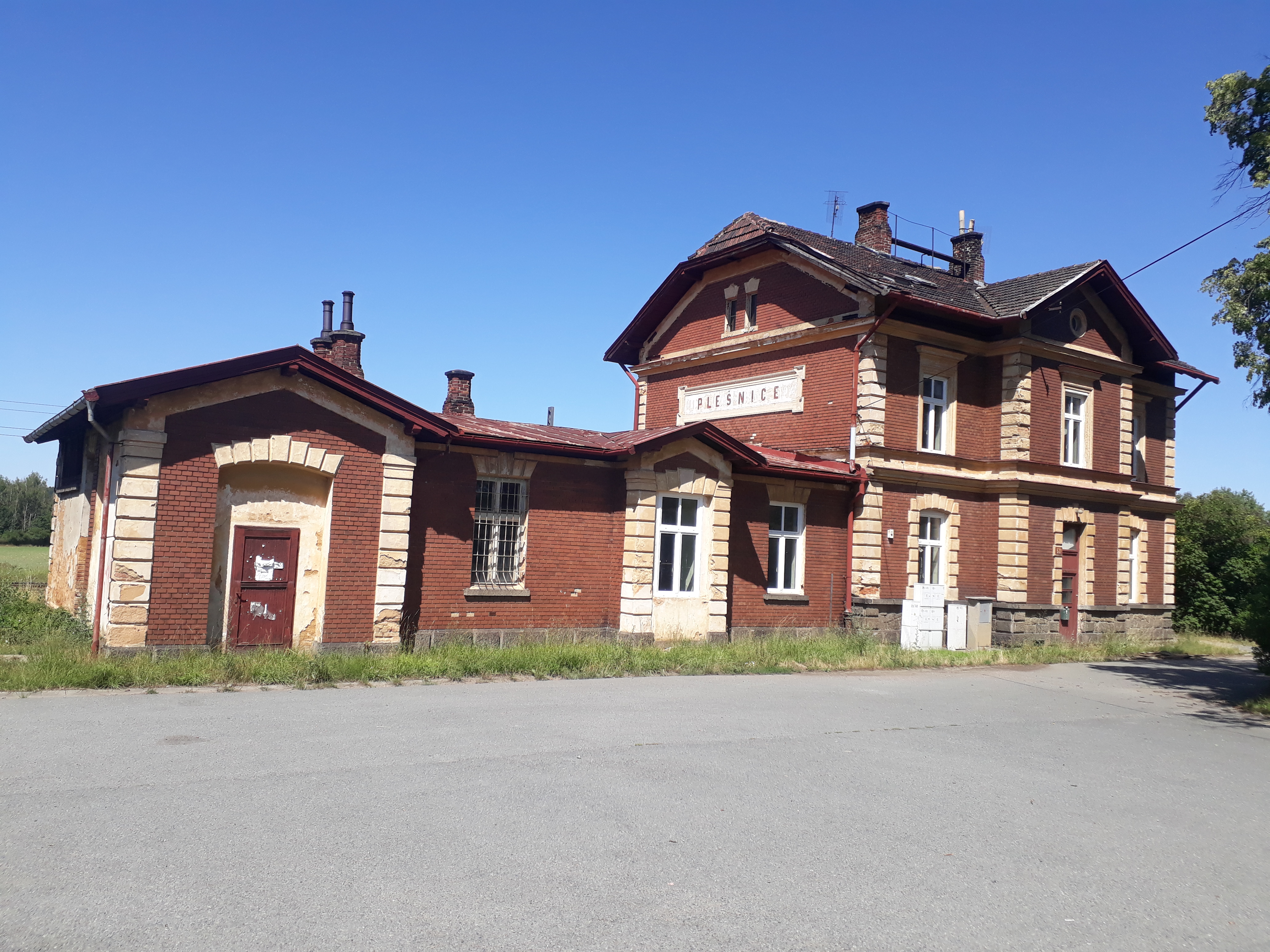
Stará nádražní budova

Stanice byla vybudována jakožto součást Dráhy císaře Františka Josefa (KFJB) spojující Vídeň, České Budějovice a Cheb, podle typizovaného stavebního návrhu. 28. ledna 1872 byl s místním nádražím uveden do provozu celý nový úsek trasy z Plzně do Chebu, kudy bylo možno pokračovat po železnici do Německa.
Elektrický provoz zde byl zahájen 8. listopadu 1967. Počínaje rekonstrukcí celé stanice byla staniční budova vyřazena z provozu, byla překlasifikována na železniční zastávku a nadále není obsluhována drážním personálem. Cestující se orientují dle elektronického informačního systému. V roce 2019 zde zastavovaly osobní vlaky ve směru do Bezdružic (bez průvodčích) a spěšné vlaky jedoucí ve směru na Cheb. Vlaky mohou zastávkou projíždět rychlostí až 145–160 km/h.

## Popis
Zastávkou prochází Třetí železniční koridor, vede tudy dvoukolejná trať. V roce 2011 byla dokončena úprava nádraží na koridorové parametry: nacházejí se zde dvě jednostranná nástupiště s přístřešky a podchodem pod kolejemi, který slouží k příchodu k vlakům.